# Armu
L'Armu (in russo Арму?) è un fiume dell'Estremo oriente russo, affluente di destra della Bol'šaja Ussurka (bacino idrografico dell'Amur). Scorre nel Krasnoarmejskij rajon del Territorio del Litorale.
Il fiume ha origine dal sistema montuoso Sichotė-Alin'; principalmente scorre in direzione sud-occidentale in una stretta e tortuosa valle di montagna. Le rive sono ripide e rocciose. Sfocia nella Bol'šaja Ussurka a 230 km dalla foce, nel territorio del parco nazionale «Udėgejskaja legenda». La lunghezza del fiume è di 168 km, che se sommata al corso del suo affluente Velnika diventa di 231 km. Il bacino idrografico è di 5 310 km².
Il fondo del fiume nel corso superiore è di ciottoli, nel corso medio e inferiore è di ciottoli e sabbia. Ci sono rapide che formano alcune cascate. Nella parte inferiore del bacino, l'altezza delle montagne diminuisce: le colline situate su entrambe le sponde del fiume variano in media dai 400 ai 700 m di altezza. L'intero territorio del bacino è ricoperto da foreste (cedro, abete, larice, betulla).
Il congelamento si verifica all'inizio di novembre e termina all'inizio di aprile. Il picco di piena si verifica nella prima metà di maggio. Dopodiché inizia la stagione delle piene estivo-autunnali. Durante l'anno sono comuni 3-4 alluvioni.
Il fiume è noto per il turismo e la pesca. Lungo l'Armu è stato tracciato uno dei percorsi di rafting più popolari del Litorale.